# Copa de la UEFA 1986-1987
La Copa de la UEFA 1986-87 fou guanyada per l'IFK Goteborg, que va derrotar el Dundee United en la final a doble partit per un resultat global de 2-1.

## Primera ronda
| Equip 1                  | Global | Equip 2                    | Anada | Tornada |
| ------------------------ | ------ | -------------------------- | ----- | ------- |
| TJ Sparta Praha          | 2-3    | Vitoria SC                 | 1-1   | 1-2     |
| ACF Fiorentina           | 1-1(p) | Boavista FC                | 1-0   | 0-1     |
| Athletic Club            | 2-1    | 1. FC Magdeburg            | 2-0   | 0-1     |
| Atlètic de Madrid        | 3-2    | Werder Bremen              | 2-0   | 1-2(pr) |
| Borussia Monchengladbach | 4-1    | FK Partizan                | 1-0   | 3-1     |
| Coleraine FC             | 1-2    | Stahl Brandenburg          | 1-1   | 0-1     |
| FC Dinamo Minsk          | 3-4    | Győri ETO FC               | 2-4   | 1-0     |
| FC Groningen             | 8-2    | Galway United              | 5-1   | 3-1     |
| FC Nantes Atlantique     | 1-5    | Torino Calcio              | 0-4   | 1-1     |
| FC Spartak Moscou        | 1-0    | FC Lucerne                 | 0-0   | 1-0     |
| CS Universitatea Craiova | 3-2    | Galatasaray SK             | 2-0   | 1-2     |
| FC Swarovski Tirol       | 3-2    | Sredets Sofia              | 3-0   | 0-2     |
| Heart of Midlothian FC   | 3-3(c) | Dukla Praha                | 3-2   | 0-1     |
| Hibernians FC            | 0-10   | Trakia Plovdiv             | 0-2   | 0-8     |
| Internazionale Milano FC | 3-0    | AEK Atenes FC              | 2-0   | 1-0     |
| IA                       | 0-15   | Sporting Clube de Portugal | 0-9   | 0-6     |
| Jeunesse Esch            | 2-3    | K.A.A. Gent                | 1-2   | 1-1     |
| K.S.K. Beveren           | 1-0    | Valerenga I.F. Fotball     | 1-0   | 0-0     |
| Kalmar FF                | 1-7    | Bayer Leverkusen           | 1-4   | 0-3     |
| Bayer 05 Uerdingen       | 7-0    | FC Carl Zeiss Jena         | 3-0   | 4-0     |
| Flamurtari Vlorë         | 1-1(c) | FC Barcelona               | 1-1   | 0-0     |
| LASK Linz                | 1-2    | Widzew Lodz                | 1-1   | 0-1     |
| Legia Varsòvia           | 1-0    | Dnjepr Dnjepropetrovsk     | 0-0   | 1-0     |
| SSC Napoli               | 1-1(p) | Toulouse FC                | 1-0   | 0-1     |
| Neuchatel Xamax          | 5-1    | Lyngby Boldklub            | 2-0   | 3-1     |
| NK Rijeka                | 1-2    | Standard Liege             | 0-1   | 1-1     |
| OFI Crete                | 1-4    | Hajduk Split               | 1-0   | 0-4     |
| Pécsi MSC                | 1-2    | Feyenoord Rotterdam        | 1-0   | 0-2     |
| Rangers FC               | 4-2    | Ilves Tampere              | 4-0   | 0-2     |
| RC Lens                  | 1-2    | Dundee United FC           | 1-0   | 0-2     |
| TJ Sigma Olomouc         | 1-5    | IFK Goteborg               | 1-1   | 0-4     |
| Sportul Studentesc       | 2-1    | AC Omonia                  | 1-0   | 1-1     |

## Segona ronda
| Equip 1                  | Global | Equip 2                    | Anada | Tornada |
| ------------------------ | ------ | -------------------------- | ----- | ------- |
| Borussia Monchengladbach | 7-1    | Feyenoord Rotterdam        | 5-1   | 2-0     |
| Dukla Praha              | (c)1-1 | Bayer Leverkusen           | 0-0   | 1-1     |
| Dundee United FC         | 3-1    | CS Universitatea Craiova   | 3-0   | 0-1     |
| FC Groningen             | (c)1-1 | Neuchatel Xamax            | 0-0   | 1-1     |
| FC Barcelona             | (c)2-2 | Sporting Clube de Portugal | 1-0   | 1-2     |
| FC Swarovski Tirol       | (c)4-4 | Standard Liege             | 2-1   | 2-3     |
| Hajduk Split             | 5-3    | Trakia Plovdiv             | 3-1   | 2-2     |
| IFK Goteborg             | 3-1    | Stahl Brandenburg          | 2-0   | 1-1     |
| K.S.K. Beveren           | 4-3    | Athletic Club              | 3-1   | 1-2     |
| Legia Varsòvia           | 3-3(c) | Internazionale Milano FC   | 3-2   | 0-1     |
| Rangers FC               | 3-1    | Boavista FC                | 2-1   | 1-0     |
| Sportul Studentesc       | 1-4    | K.A.A. Gent                | 0-3   | 1-1     |
| Torino Calcio            | 5-1    | Győri ETO FC               | 4-0   | 1-1     |
| Toulouse FC              | 4-6    | FC Spartak Moscou          | 3-1   | 1-5     |
| Vitoria SC               | 2-1    | Atlètic de Madrid          | 2-0   | 0-1     |
| Widzew Lodz              | 0-2    | Bayer 05 Uerdingen         | 0-0   | 0-2     |

## Tercera ronda
| Equip 1            | Global | Equip 2                  | Anada | Tornada |
| ------------------ | ------ | ------------------------ | ----- | ------- |
| Dukla Praha        | 0-1    | Internazionale Milano FC | 0-1   | 0-0     |
| Dundee United FC   | 2-0    | Hajduk Split             | 2-0   | 0-0     |
| FC Groningen       | 1-3    | Vitoria SC               | 1-0   | 0-3     |
| FC Spartak Moscou  | 1-2    | FC Swarovski Tirol       | 1-0   | 0-2     |
| K.A.A. Gent        | 0-5    | IFK Goteborg             | 0-1   | 0-4     |
| Bayer 05 Uerdingen | 0-4    | FC Barcelona             | 0-2   | 0-2     |
| Rangers FC         | 1-1(c) | Borussia Monchengladbach | 1-1   | 0-0     |
| Torino Calcio      | 3-1    | K.S.K. Beveren           | 2-1   | 1-0     |

## Quarts de final
| Equip 1                  | Global | Equip 2                  | Anada | Tornada |
| ------------------------ | ------ | ------------------------ | ----- | ------- |
| Borussia Monchengladbach | 5-2    | Vitoria SC               | 3-0   | 2-2     |
| Dundee United FC         | 3-1    | FC Barcelona             | 1-0   | 2-1     |
| IFK Goteborg             | (c)1-1 | Internazionale Milano FC | 0-0   | 1-1     |
| Torino Calcio            | 1-2    | FC Swarovski Tirol       | 0-0   | 1-2     |

## Semifinals
| Equip 1          | Global | Equip 2                  | Anada | Tornada |
| ---------------- | ------ | ------------------------ | ----- | ------- |
| Dundee United FC | 2-0    | Borussia Monchengladbach | 0-0   | 2-0     |
| IFK Goteborg     | 5-1    | FC Swarovski Tirol       | 4-1   | 1-0     |

## Final
| Equip 1      | Global | Equip 2          | Anada | Tornada |
| ------------ | ------ | ---------------- | ----- | ------- |
| IFK Goteborg | 2-1    | Dundee United FC | 1-0   | 1-1     |

| Campió de la Copa de la UEFA 1986-87 |
| ------------------------------------ |
| IFK Göteborg Segon títol             |